# Pleurothecium malayense
Pleurothecium malayense är en svampart som beskrevs av K. Matsush. & Matsush. 1996. Pleurothecium malayense ingår i släktet Pleurothecium, ordningen Sordariales, klassen Sordariomycetes, divisionen sporsäcksvampar och riket svampar.   Inga underarter finns listade i Catalogue of Life.